# Leopold Fuckel
Karl Wilhelm Gottlieb Leopold Fuckel (ur. 3 lutego 1821 w Reichelsheim (Wetterau), zm. 8 maja 1876 w Wiedniu) – niemiecki botanik i mikolog. W nazwach naukowych opisanych przez niego roślin i grzybów stosuje się zapis Fuckel. (w dawniejszym piśmiennictwie można znaleźć skrót Fuck., obecnie rzadko stosowany).
Od 1836 do 1852 pracował jako farmaceuta. Potem żył z dochodów które przynosiła mu winnica, i mógł poświęcić się wyłącznie pracy naukowej. Badał grzyby, znalezione przez drugą niemiecką wyprawę na biegun północny w latach 1860–1870. W swojej pracy klasyfikował grzyby w zależności od stadium płciowego bądź bezpłciowego, wprowadził do botaniki pojęcie konidium.

## Wybrane prace
- Enumeratio fungorum Nassoviae (Katalog der Pilze von Nassau), 1860
- Fungi rhenani exsiccati (Exsiccati Rheinischer Pilze) (1863 bis 1874)
- Symbolae mycologicae. Beiträge zur Kenntniss der Rheinischen Pilze. Wiesbaden, J. Niedner, 1969–1870
- Symbolae mycologicae, Nachträge (Mykologische Symbole, Nachträge) 3 Bd. 1871–1875